# Clinodiplosis chilensis
Clinodiplosis chilensis är en tvåvingeart som beskrevs av Jean-Jacques Kieffer och Herbst 1906. Clinodiplosis chilensis ingår i släktet Clinodiplosis och familjen gallmyggor. Inga underarter finns listade i Catalogue of Life.